# Гаврусевич, Борис Александрович
Борис Александрович Гаврусевич (8 [21] декабря 1908, Житомир — 27 марта 1965, Киев) — советский учёный-геолог, специалист в области геохимии и минералогии гранитных пегматитов.

## Биография
Родился 8 (21) декабря 1908 года в городе Житомире в семье учителя гимназии.
В 18-летнем возрасте он окончил среднюю школу и известный в Житомире профессор Бельский взял его на работу в Волынский музей, назначив на геологическую съемку, которую проводил на Волыни.
Поступил в Волынский индустриальный политехникум, который окончил в 1928 году. Ещё учеником политехникума Гаврусевич успел поработать не только на геологической съёмке на Волыни, но и в Радиевой экспедиции АН СССР, где познакомился с академиком Александром Ферсманом.
В 1927 году Гаврусевич написал письмо академику В. И. Вернадскому, где сообщил, что очень интересуется и увлекается геохимией, «которая открывает широкие горизонты в познании земной коры». В письме он ссылается на то, что его знают академик А. Е. Ферсман и профессор Е. С. Бурксер, с которым он «летом этого года ездил по Волыни для исследования радиоактивности вод источников».
Первая научная публикация Гаврусевича, которая была посвящена исследованию пеликанитов, вышла из печати в 1928 году.
После окончания политехникума Гаврусевича направили на работу в Украинское отделения Геолкома. Сначала он работал в Никопольской марганцевой партии, а в 1929 году уже выполнял специальное задание Геолкома по изучению сульфидных руд габровых массивов Волыни.
В 1929 году академик Ферсман, который следил за успехами молодого геолога, пригласил его в Тянь-Шанскую экспедицию АН СССР на должность научного сотрудника. Таким образом Гаврусевич отправился в Среднюю Азию.
Несмотря на то, что Гаврусевич не имел высшего образования, Ферсман в 1930 году предложил ему поступить в аспирантуру при Институте минералогии и геохимии и стал его руководителем. Учась в аспирантуре, Гаврусевич проводил исследования пегматитов и радиоактивных минералов УССР, был минералогом Таджико-Памирской экспедиции АН СССР. В 1931 году работал начальником отдела Южно-Уральской и Байкальской геохимических экспедиций Института минералогии и геохимии АН СССР.
В 1932 году весной досрочно окончил аспирантуру и получил звание «учёного-специалиста-профессора» и был назначен временно на должность и. о. директора Хибинской горной станции АН СССР, где исследовал пегматиты Хибин и Ловозерской тундры.
В том же году Гаврусевич изучал на Волыни топазовые пегматиты и задал вопрос об исследовании кварцев из этих пегматитов как пьезосырья. В 1933 году он был назначен начальником Волынской пьезокварцевой экспедиции, оставаясь в то же время начальником Прибайкальской геохимической экспедиции АН СССР. Всюду он очень активно изучал пегматиты, накапливал материал как для многотомной монографии Ферсмана «Пегматиты», так и для своих работ, которые публиковал в различных журналах и сборниках.
При содействии академика Ферсмана был приглашён профессором и заведующим кафедрой геохимии и полезных ископаемых Свердловского университета. Он активно взялся за работу и создал кафедру, лабораторию редких элементов и геохимический музей. Почётным членом кафедры был избран академик А. Е. Ферсман.
В 1935 году Гаврусевич, помимо работы в Свердловском университете, был консультантом Памирской экспедиции и начальником Прибайкальской экспедиции, где изучал пегматиты Слюдянки. Работа эта была оценена. В 1935 году квалификационной комиссией геологической группы.
В 1936 году Президиумом АН СССР Б. А. Гаврусевичу была присвоена учёная степень кандидата геолого-минералогических наук без защиты диссертации, за научные труды в области минералогии и геохимии.
В 1936—1938 годах Гаврусевич преподавал курс геохимии в Свердловском горном институте и Восточно-Сибирском государственном университете в Иркутске.
В Пермском университете Гаврусевич наладил работу кафедры геохимии, преподавал курсы общей и теоретической геохимии, геологии полезных ископаемых, минералогии, генетической минералогии, общей петрографии, основы поисков полезных ископаемых. Продолжал консультировать много промышленных предприятий и организаций: Союзслюду, Главникель, Уралгеомин, Уралпредметрозведку, Уральское геологическое управление, Трест «Русские самоцветы», Урало-Сибирское отделение горно-маркшейдерского треста и др.
В первые месяцы Великой Отечественной войны Гаврусевича назначили на пост научного руководителя, а затем начальника экспедиции «Уралцветметразведки» СССР. Почти до победы Гаврусевич обеспечивал развитие сырьевой базы цветной металлургии Урала.
После освобождения УССР Гаврусевич обратился к Ферсману с просьбой способствовать его переводу в Украинскую академию наук. Ферсман поддержал его и вскоре Гаврусевич уже был в Киеве. Но Борис Александрович не стал работать в АН УССР, а занял место заведующего кафедрой геохимии Киевского университета (до 1957 года), где одновременно был избран деканом геологического факультета (1944—1949). Создание кафедры геохимии было значительным достижением, что позволило проводить систематические геохимические исследования (в том числе, прикладного характера, внедрять геохимические методы в научные разработки других кафедр и готовить инженеров-геохимиков. С 1945 года Гаврусевич начал преподавать студентам факультета нормативный курс «Общая геохимия», а также другие геохимические дисциплины: «Геохимические методы поисков», «Геохимические провинции», «Геохимия редких элементов» и др.
Гаврусевич фактически возглавил и минералогическое направление, поскольку профессор С. П. Родионов (который в то время заведовал кафедрой минералогии) преимущественно изучал и преподавал петрографию кристаллических пород. Опыт, полученный Гаврусевичем во время работы в Минералогическом музее АН СССР, помог ему восстановить и университетский минералогический музей.
Гаврусевич, помимо преподавания, проводил научные исследования, готовил аспирантов. На факультете защитили диссертации В. Т. Латыш, В. А. Слипченко, В. И. Бартошевский, В. М. Васько, М. И. Толстой, О. В. Зинченко, Л. С. Галецкий.
В послевоенные годы в УССР развернулись широкомасштабные геолого-разведочные работы, были направлены на укрепление сырьевой базы народного хозяйства страны. Кафедра геохимии, минералогии и кристаллографии, которой с 1955 года заведовал Гаврусевич, принимала активное участие в научном сопровождении работ и внедрению геохимических методов поисков.
Опираясь на данные о содержании и распределении бериллия в породах Сущано-Пержанской зоны, Гаврусевич впервые (1958 год) предсказал существование собственного минерала этого элемента в пержанских гранитах, известных ещё со времён М. Н. Безбородко. Это предсказание Гаврусевича полностью подтвердилось. В породах района были обнаружены многочисленные минералы бериллия и других редких элементов. Гаврусевичем было также рекомендовано проведение в пределах Сущано-Пержанской зоны литогеохимической съёмки по коренным породам, которая была впервые поставлена в УССР его аспирантом-заочником Л. С. Галецким. Результатом этих работ стало открытие необычных по парагенезису минералов и элементов Пержанского редкометаллического месторождения.
Следующие десять лет после открытия бериллиевого (гентгельвинового) оруденения, кафедра Гаврусевича работала в тесном сотрудничестве с Житомирской экспедицией, оформив в северо-западной части Украинского щита настоящую редкометаллическую провинцию.
По результатам исследований, которые возглавлял Гаврусевич, в 1968 году были защищены кандидатские диссертации «Редкие щелочные элементы в породах и минералах северо-западной части Украинского щита» (О. В. Зинченко) и «Геолого-геохимические особенности нового типа бериллиевого оруденения» (Л. С. Галецкий). В то же время защищал диссертацию его аспирант О. О. Литвин, который изучал минералогию литиево-железистых слюд волынских пегматитов.
Однако болезнь сердца всё чаще беспокоила учёного. В биографии Гаврусевича было более 30 лет преподавания, заведование кафедрами, организации учебного процесса, воспитания молодых учёных, работа в полевых условиях Прибайкалья, Средней Азии, Урала, Кольского полуострова, УССР, что не могло не повлиять на его здоровье.
Умер от сердечного приступа 27 марта 1965 года в Киеве и был похоронен на Байковом кладбище.

## Научные труды
Его научные исследования изложены в 90 печатных и 70 фондовых работах. В 1953 году Гаврусевич издал книгу об академике А. Е. Ферсмане. Уже после смерти Гаврусевича вышел его главный труд — учебник «Основы общей геохимии», уже в 1972 году был издан в Чехословакии.
Основные публикации:
- Пеліканітові породи Троянівського району на Волині // Зб. Волин. н.-д. музею. 1928. № 1;
- К минералогии и геохимии пегматитов Волыни // Тр. Минерал. музея СССР. 1930. № 4;
- О пегматитах гранитной магмы верховьев реки Сох. Памирская экспедиция. 1930 // Труды Экспедиции. 1930. Выпуск 4: Петрография и минералогия.
- Курс геохимии. Свердловск, 1937;
- До проблеми стратиграфії докембрію // ГЖ. 1948. № 1—2;
- Академик А. Е. Ферсман и его главнейшие геохимические работы. К., 1954;
- Основні риси мінералогії Пержанського інтрузивного комплексу // Вісн. Київ. держ. ун-ту. 1962. № 5;
- Основы общей геохимии. Киев, 1968.